# Perman
Perman (パーマン Pāman?) es un anime de superhéroes que trata de un pequeño grupo de amigos: dos niños (Mitsuo y Paryán), una niña (Sumire), un bebé y un mono (llamado a veces Bobby), los cuales son reclutados por un misterioso alienígena enmascarado llamado "Super Hombre" para que luchen por la justicia. El personaje central es Mitsuo Suwa (Hombre Par #1) y es el líder del grupo.

## Trama
Los integrantes del grupo poseen un kit especial que consiste en una máscara tipo casco (multiplica su fuerza por 6600 veces, funciona como traductor y tiene luces que les permiten ver a través de las paredes; estas dos últimas funciones no son muy usadas), una capa (para poder volar a una velocidad máxima de 119 km/h, también permiten correr rápido), un broche con forma de letra "P" (inicial de "Paaman" como se llama la serie en japonés) a manera de comunicador y respirador de oxígeno, y un robot (el cual asume la personalidad de quien presione su roja nariz y es escondido). El kit después de su uso en una misión es convertido en una especie de pelota y guardado. Mitsuo no debe perder su uniforme ni revelar su secreto, ya que puede ser transformado en animal por el Super Hombre.
Originalmente los robots eran para que realizaran las misiones peligrosas, sin embargo los niños los emplean para sustituirlos en sus quehaceres y deberes escolares. En más de una ocasión el robot copia de Mitsuo lo mete en problemas y confusiones que él mismo debe resolver. Sin embargo, el robot también ayuda en ocasiones a nuestro héroe a atrapar al malhechor, lo cual mete en aprietos a Mitsuo ya que debe explicar la presencia de su "gemelo".
Al final de la serie manga, el héroe es elegido por el Super Hombre para ir al planeta Bird Star y estudiar en una academia. Mitsuo duda sobre ello y lo piensa. Su robot copia trata de convencerlo y en su último día en la Tierra, Mitsuo se despide de sus familiares y amigos, pero cuando se despedía de su madre, este quiere confesarle que se va a ir, pero el tiempo es congelado por el Super Hombre, quien se molesta con Mitsuo por hablar de él como si lo estuviera secuestrando. Al final, Mitsuo sí decide ir y se despide de sus compañeros superhéroes para viajar al espacio.

## Perman y Superman
El nombre original Pāman proviene del acortamiento de Supāman que es como se le llama a Superman en Japón. Así pues, el nombre del personaje significa "aprendiz de superman" de ahí que en algunas páginas en inglés se le llame "Perman" aunque no haya constancia de su emisión en países angloparlantes como Australia y Estados Unidos. Sin embargo, "Perman" es un nombre oficial ya que así se tradujo en el doblaje Hindi y así es llamado en el doblaje castellano del episodio especial de Doraemon "Mapache Colosal de una Noche de Verano", episodio donde aparece el Hombre Par al ser traído por los inventos del siglo XXII. Otra clara referencia al super héroe es que en un capítulo un meteorito que cae en la tierra es empleado por unos delincuentes para acabar con Mitsuo y sus amigos ya que les quita sus poderes (tal como lo hace la kryptonita a Superman).

## Series de televisión
Hubo otra serie realizada a color entre 1983 y 1985 y que tuvo más éxito que la primera en Japón, sin embargo no se comercializó más allá de Asia. La serie de 1983 iba a ser doblada al español latino y distribuida por Rose Entertainment en el año 2002, sin embargo, por pérdidas de pistas de audio originales de Japón, el doblaje no salió a la luz y se dobló la serie de Ninja Hattori en su lugar. En el año 2024, el opening doblado al español latino fue encontrado y publicado por Nicoboy Animation. Se sabe que el opening fue doblado por Gaby Willer (conocida por ser la voz de Trunks niño en la franquicia de Dragon Ball). En pleno siglo XXI El Hombre Par regresó, esta vez para el cine en 2 películas estrenadas en 2003 y 2004.

## Personajes
- Mitsuo Suwa - El personaje central, llamado también "Hombre Par #1". Tiene gran parecido con Nobita Nobi de la serie Doraemon. Tiene 11 años y medio. Tiene un corazón noble dispuesto a ayudar a los demás, pero también es testarudo, perezoso, torpe y tiende a sobreestimarse. Tiene sentimientos románticos por su amiga Michiko Sawada y su amor platónico es la joven celebridad Sumire Hoshino.
- Bobby - Un monito que lo acompaña en el patrullaje, es el "#2". En la primera versión del manga y en la serie de televisión de 1967, es un monito que vive con su madre en un zoológico. Esto fue cambiado en la segunda versión del manga y la serie de televisión de 1983, donde es un mono mascota que vive en una casa con sus dueños. Es un monito inteligente, pero al no poder hablar, se comunica mediante señas con los humanos.
- Sumire Hoshino - una niña, ella es "Pāko" (nombrada así por Mitsuo) o la "#3". Tiene casi la misma edad que Mitsuo. Es una cantante y actriz famosa. Amor platónico de Mitsuo Suwa. Como Sumire, es amable, tranquila y educada. Como Parko, ella sigue siendo amable, pero también es testaruda, celosa y marimacho. Ella mantiene su verdadera identidad oculta de sus compañeros superhéroes ya que como Parko, se siente más libre y muestra su verdadera forma ser. A pesar de que suelen discutir, Parko tiene sentimientos románticos por Mitsuo Suwa, esto se debe al corazón noble de Mitsuo y porque este no la trata como una celebridad ya que no sabe que ella es Sumire. En el final de la segunda versión del manga, Mitsuo es elegido para ir al planeta Bird Star (planeta del Super Hombre) y estudiar en una academia. Al despedirse de Mitsuo, Parko le revela su verdadera identidad. Mitsuo promete regresar a la Tierra. Desde ese entonces, ella sigue esperando el regreso de su amado hasta su adultez. Esto se muestra en el capítulo "La cita secreta de Nobita" de la serie del 2005 de Doraemon, cuando Sumire le muestra una foto de Mitsuo a Nobita Nobi.
- Hōzen Ōyama - un niño gordito, es "Pāyan" (él pidió ese sobrenombre) o el "#4". Es alguien trabajador, tiene una mente de negocios pero suele ser codicioso, aunque después de todo es una persona amable y ayuda mucho a sus amigos. Es el más inteligente del grupo de superhéroes, ayudando a resolver casos de las formas menos pensadas por los demás integrantes. Sueña con tener una empresa exitosa en el futuro.
- Kōichi Yamada - un bebé, es "Pābō" o el "#5". No aparece en la segunda versión del manga ni en la serie de televisión de 1983. Es el hijo de la amiga de la mamá de Mitsuo. Es inteligente para su edad y descubrió la identidad del Hombre Par #1 por accidente para luego, intentar revelarla. Para que Mitsuo no sea transformado en animal por el Super Hombre, el bebé fue asignado al equipo tras pasar algunas pruebas.
- Super-Hombre (Superman o Birdman) - es el jefe de todos ellos. Es estricto cuando se trata de las reglas Perman, pero también es inteligente y toma las mejores decisiones para evitar que los chicos tomen decisiones extremas como dejar de ser un Perman. También se le muestra como alguien gracioso y algo torpe.
- Robots copia - son los robots que suplantan a los niños durante sus ausencias. El tamaño de su forma base varía según la versión de la serie. En la primera versión del manga y en la serie de televisión de 1967, eran grandes. En la segunda versión del manga y en la serie de 1983, son más pequeños. En su estado transformado, imitan la apariencia y personalidad de la persona que presionó su botón, con la diferencia de que su nariz es roja y tienen voluntad propia. El robot copia que más se muestra en la serie es el de Mitsuo Suwa, quien es enviado por este para hacer sus tareas, responsabilidades académicas o simplemente para reemplazarlo en cosas que no quiere hacer. El robot se ve obligado a aceptar con poco entusiasmo, aunque a veces desobedece y mete en problemas a Mitsuo. En la serie de televisión de 1983, el robot de Mitsuo tiene sentimientos románticos por Yamagishi Yuki, una chica de otro salón de su escuela. Esto mete a Mitsuo en diversas confusiones, ya que él carece de estos sentimientos por Yuki. En Doraemon, los robots copia aparecen como uno de los inventos del siglo XXII.

## Familia y amigos
- Michiko "Mitchan" Sawada - arrogante condiscípula de Mitsuo. Al principio recuerda a Shizuka Minamoto de Doraemon, pero a veces es arrogante. Está enamorada del Hombre Par solo por su fama y poder, mientras que por Mitsuo Suwa no siente más que amistad. Suele tener enfrentamientos contra Parko por el amor de Perman #1.
- Sabu - condiscípulo de Mitsuo, es de baja estatura y acompaña siempre a Kabao. Su familia tiene un negocio familiar el cual es un restaurante. Recuerda a Suneo Honekawa de Doraemon por ser el mejor amigo del bully.
- Kabao - condiscípulo de Mitsuo, es gordito y un poco bravucón. Recuerda a Gigante de Doraemon por ser el bully del barrio, aunque en la serie de televisión de 1983 trata más a Mitsuo como un igual, pero aun así a veces lo golpea o se burla de él. Irónicamente es un gran admirador del Hombre Par (el alter ego de Mitsuo). Esto recuerda a Flash Thompson, quien molesta a Peter Parker, pero es admirador de su identidad heroica Spider-Man.
- Haruzō Mie - condiscípulo de Mitsuo, es muy vanidoso. Es un chico cuya familia tiene altos niveles económicos, por lo que presume de algunas bienes que posee. Recuerda a Suneo Honekawa por su vanidad, sin embargo, no suele acompañar al bully (Kabao y Sabu a veces lo molestan).
- Sres. Mantarō Suwa - los padres de Mitsuo.
- Ganko Suwa - hermana menor de Mitsuo. Tiene 6 años. Testaruda y mandona, aunque también es inteligente, atenta y obedece a sus padres. Suele delatar a Mitsuo cuando saca malas calificaciones, lo cual molesta mucho al héroe.

## Enemigos
Algunos de ellos son:
- Senmensō - bandido experto en disfraces y fugas de prisiones.
- ZenGyadoRen - una banda de delincuentes que quieren acabar con el Hombre Par.
- Falso Santa - pretende con juguetes bélicos dominar el mundo.

## Contenido de la obra

### Manga
El manga de Perman fue serializado 2 veces: En 1966 y en 1983. La versión de 1966 fue escrita e ilustrada por Hiroshi Fujimoto, entonces asociado con Motoo Abiko bajo el pseudónimo de Fujiko Fujio. La versión de 1983, por su parte, solo fue escrita por Hiroshi Fujimoto tras su separación con Motoo Abiko. Ambas versiones del manga tienen algunas diferencias. El alienígena que le da el kit a Mitsuo se llamaba Superman en la versión de 1966 y llevaba el emblema de Perman en su pecho, mientras que a partir de la versión de 1983 se empezó a llamar Birdman, supuestamente para evitar conflictos legales con DC, además, llevaba el emblema de una B en su pecho en lugar del emblema de Perman. La velocidad máxima de la capa era de 91 km/h en la versión de 1966, mientras que a partir de la versión de 1983 empezó a ser 119 km/h. El Perman #5, quien era un bebé, solo apareció en la versión de 1966 y su adaptación al anime en blanco y negro. No volvió a aparecer en la nueva versión de 1983 y su adaptación al anime a color. 

### Anime

#### Serie de 1967
Perman tuvo una primera adaptación al anime producida por TMS Entertainment y Studio Zero, dirigida por Shinichi y estrenada por TBS desde el 2 de abril de 1967 hasta el 14 de abril de 1968 con 54 episodios en los que incluyen dos historias por capítulo (108 episodios en total). Mitsuo Suwa fue interpretado por Katsue Miwa, quien le daría voz hasta el presente día. El anime llegó a Latinoamérica en los 70s recibiendo la traducción de "Hombre Par" y fue doblado en México por el estudio SISSA, también conocido como Oruga. Mitsuo Suwa recibió la voz de María Antonieta de las Nieves, más conocida por su papel como La Chilindrina.

#### Serie de 1983
Una segunda adaptación al anime fue realizada y producida por Shin-Ei Animation, y estrenada por TV Asahi desde el 4 de abril de 1983 hasta el 2 de julio de 1985 con un total de 526 episodios y 2 episodios especiales. Fue la serie que más llevó a la fama a Perman a nivel internacional y se sigue transmitiendo en países como India, donde tiene una gran fanaticada. En Latinoamérica iba a ser doblada en México en el año 2002 por Rose Entertainment, pero no se pudo por pérdidas de pistas de audio y se terminó doblando la serie del Ninja Hattori en su lugar. Del doblaje latino de Perman 83 solo se consiguió el opening por parte de Nicoboy Animation.

### Películas
Perman posee 5 películas hasta el día de hoy. La primera, "The Birdman Has Arrived!!" fue producida por Shin-Ei Animation y TV Asahi y estrenada el 12 de marzo de 1983. Su tiempo de duración es de 25 minutos y funciona como el inicio del anime de 1983, contando el origen de Perman y su primera misión como héroe, rescatando a su amiga Michiko Sawada quien había sido secuestrada. La segunda y la tercera fueron crossovers con el Ninja Hattori. "Ninja Hattori-kun + Perman: ESP Wars" y "Ninja Hattori-kun + Perman: Ninja Beast Jippō vs. Miracle Egg" fueron producidas por Shin-Ei Animation y TV Asahi y se estrenaron el 17 de marzo de 1984 y el 16 de marzo de 1985 respectivamente. En el siglo XXI, el Hombre Par regresó con dos películas más: "Pa-Pa-Pa the Movie: Perman" estrenada el 8 de marzo del 2003 y "Pa-Pa-Pa the Movie: Perman: Tako de Pon! Ashi wa Pon!" estrenada el 6 de marzo del 2004. Ambas películas funcionan como un reinicio de la serie ubicada en tiempos más actuales para la época (inicios de los 2000s). Esto se ve reflejado en las consolas que posee Mitsuo Suwa: una Gameboy Advance y una Playstation 2.

### Banda sonora
La banda sonora del anime de Perman se compone de una serie de canciones que van apareciendo a lo largo de las series. La serie de 1967 recibió canciones como el opening (ぼくらのパーマン), cantada por Katsue Miwa y Susumu Ishikawa y すてきなパー子 (una canción enfocada en Parko/Pako), cantada por Yoko Kuri. Las letras de estas canciones fueron escritas por el mismo Hiroshi Fujimoto (Fujiko F. Fujio) y fueron compuestas por Nobuyoshi Koshibe. Para la serie de 1983 se compusieron temas como "Kiteyo Perman" (きてよパーマン) (el opening del anime de 1983 y el tema más representativo de Perman) cantada por Katsue Miwa, "Perman wa Soko ni Iru" (パーマンはそこにいる) (el ending del anime de 1983) cantada por Yoshiaki Furuta, "We Permans" (ぼくたちパーマン) cantada por el elenco principal, "The Perman March" (パーマン・マーチ) cantada por el elenco principal, "The Sad Copy Robot" (悲しきコピー・ロボット) (una canción enfocada a la difícil rutina del robot copia de Mitsuo) cantada por Yoshiaki Furuta, "GOOD MOOD LOVE" (御機嫌伺いLOVE) (una canción enfocada en el amor que siente Sumire Hoshino/Parko por Mitsuo Suwa/Perman) cantada por Eiko Masuyama, "The Draw Perman Song" (パーマンのえかきうた) (una canción para dibujar a Perman) cantada por Katsue Miwa, "雨のSweet Magic" cantada por Eiko Masuyama y "パーマン音頭" cantada por Keiko Kikuchi. Varias de estas canciones fueron compuestas por Yoshiaki Furuta y Akihiko Takashima. Las películas de los 2000s recibieron canciones como "キミらしいまま" cantada por Hitomi Ishikawa y "タコDEポン！アシHAポン！" cantada por Katsue Miwa. Estas canciones fueron compuestas por Katsuki Maeda y Jacques Denyoul. Varias de estas canciones fueron recopiladas en discos de música lanzados en Japón incluyendo un disco musical por el aniversario 80° de Fujiko F. Fujio.

## Curiosidades
- Perman es mencionado por Surface en el episodio 7 del anime de JoJo's Bizarre Adventure: Diamond Is Unbreakable. Surface (quien se manifiesta como un clon de Josuke Higashikata) también menciona al robot copia (este último podría ser la inspiración para el personaje de Surface, ya que ambos son humanoides inmóviles que pueden imitar apariencias físicas una vez transformados).
- El Hombre Par es mencionado en el programa peruano de cocina El Gran Chef Famosos por el conductor Armando Machuca y el actor Christian Thorsen quien disfrutó de la serie de 1967 durante su infancia junto a Fantasmagórico (anime), serie que también menciona. El robot copia también es mencionado.
- Perman posee un fandom activo en la India que exige el regreso del Hombre Par con una nueva serie o una continuación de la serie de televisión de 1983 que adapte el final del manga y muestre una boda entre Mitsuo Suwa y Sumire Hoshino en el futuro.
- Perman tuvo dos películas crossover con el Ninja Hattori.
- Perman tuvo un crossover con Doraemon y Obake no Q-Tarō en el cortometraje "Dora Q Perman".
- En el año 2016 se proyectó un cortometraje en el museo de Fujiko F. Fujio hecho por el 50° aniversario del manga Perman. Se trató de un episodio de Doraemon crossover con Perman llamado "Doraemon & Perman Close Call". El episodio se volvió a mostrar posteriormente pero en la televisión.
- A pesar de que se muestra que Sumire Hoshino sigue esperando a Mitsuo en su adultez, algunos episodios de Doraemon 2005 enseñan al Hombre Par como un personaje ficticio. Esto se debe a que Doraemon tiene muchos agujeros de guion. Existen teorías en internet que le dan solución a esta incongruencia.
- Existe una historia manga creada por Fujiko F. Fujio llamada "Return of Perman" que se sitúa después del final de la primera versión del manga (esto se sabe ya que aparece el Perman #5 y el Super Hombre se llama Superman y no Birdman). En la historia, Mitsuo recibe el permiso del Super Hombre para regresar a la Tierra por unas horas. En el manga se revela que Mitsuo aún no había dejado algunos hábitos perezosos como quedarse dormido antes de ir a la academia y es regañado por el Super Hombre por ello. También se muestra un poco el cambio de Mitsuo ya que este se niega a descansar cuando un caso aparece, a pesar de que es su día de descanso.
- A pesar de la creencia de que el nombre del Super Hombre (Superman) fue cambiado a Birdman para evitar problemas legales con DC Comics por el nombre del personaje, el nombre vuelve a ser usado en "Return of Perman", por lo que se cree que Fujiko Fujio hizo el cambio de nombre en los 80s por la creciente popularidad del Superman de DC por las películas protagonizadas por Christopher Reeve.

## Doblaje (serie de 1967)
| Personaje      | Actor Original (Japón) | Actor de doblaje (México)     |
| -------------- | ---------------------- | ----------------------------- |
| Mitsuo Suwa #1 | Katsue Miwa            | María Antonieta de las Nieves |
| Bobby #2       | Hiroshi Ohtake         | Juan José Hurtado             |
| Parko #3       | Youko Kuri             | Edith Byrd                    |
| Paryán #4      | Yoshihisa Kamo         | Polo Ortín                    |
| Koichi #5      | Fuyumi Shiraishi       | ¿?                            |
| Súper Hombre   | Akira Shimada          | Fernando Rivas Salazar        |
| Papá de Mitsuo | Hisashi Katsuta        | Juan José Hurtado             |
| Mamá de Mitsuo | Takako Kondō           | Rosanelda Aguirre             |
| Ganko Suwa     | Masako Sugaya          | ¿?                            |
| Narrador       | Katsue Miwa            | Juan José Hurtado             |

## Voces adicionales
- Álvaro Carcaño
- Arturo Fernández
- Rogelio González Garza
- Fernando Rivas Salazar - Joyero.
- Polo Ortín - Vagabundo, policía.

## Lista de capítulos
Se lista su fecha de emisión, número de capítulo y títulos en español, japonés e inglés:
- 02/04/67 = 001. ? ( Perman tanjyou < Birth of Perman > )
- 02/04/67 = 002. ? ( Robot mama < Robot transformed Mitsuo's mother > )
- 09/04/67 = 003. El secreto del hombre par #2 ( Maruhi Perman2gou < The secret of Perman2 > )
- 09/04/67 = 004. El rescate del Hombre Par ( Sounan kyujyo < Accident rescue > )
- 16/04/67 = 005. El Hombre Par juega Béisbol ( Perman yakyuu < Perman plays baseball > )
- 16/04/67 = 006. ? ( Hanami wa kowai < Cherry blossom viewing is terrible > )
- 23/04/67 = 007. ? ( Robot sawagi < Confusion by Robot > )
- 23/04/67 = 008. El Hombre Par contra Los Pistoleros ( Hirotta Pistol < Gathered pistol > )
- 30/04/67 = 009. ? ( Dochi ga Perman < Which is Perman? > )
- 30/04/67 = 010. ? ( Bulldog soudou < Disturbance by bulldog > )
- 07/05/67 = 011. ? ( Perko ni makasete < Leave it to Perko > )
- 07/05/67 = 012. ? ( Sabaku no Jinmasin < Jin the Demon in desert > )
- 14/05/67 = 013. ? ( Perman no oyakoukou < Filial piety of Perman > )
- 14/05/67 = 014. ? ( Perman no okurimono < Present from Perman > )
- 21/05/67 = 015. ? ( Nukedasita Robot < Copie Robot slipped out > )
- 21/05/67 = 016. ? ( Perman syutsudou seyo < Be mobilized, Perman > )
- 28/05/67 = 017. ? ( Soratobu Dumpcar < Flying dump truck > )
- 28/05/67 = 018. ? ( Perman kurabe < Perman competition > )
- 04/06/67 = 019. ? ( Maittuta maigo < Perman get tired with missing child > )
- 04/06/67 = 020. ? ( Nisesatsu wo oe < Chase the counterfeit money > )
- 11/06/67 = 021. ¿Quién es Parko? ( Perko wa daare < Who is Perko? > )
- 11/06/67 = 022. ? ( Boku wa boku da < I am myself > )
- 18/06/67 = 023. ? ( Papa Perman )
- 18/06/67 = 024. ? ( Tegami wa sasabune ni nottute < A letter on the ship of bamboo grass > )
- 25/06/67 = 025. ? ( Sensei gekitai sakusen < Strategy to turn Mitsuo's teacher out > )
- 25/06/67 = 026. ? ( Raycar no himitsu to Hotcake < The secret of the ray car and a pancake > )
- 02/07/67 = 027. ? ( Gacchiri Perman < Solid Perman > )
- 02/07/67 = 028. ? ( Perman Ninjya daikketsutou < The huge duel of Perman Ninjya > )
- 09/07/67 = 029. ? ( Perman Youjinnbou < Perman the bodyguard > )
- 09/07/67 = 030. ? ( Kawa de Maguro ga tairyou < A large catch of Tsunas is had in the River > )
- 16/07/67 = 031. ¿Dónde hay un dinosaurio? ( Kyouryu wa dokoniiru < Where is a dinosaurs > )
- 16/07/67 = 032. ? ( Perman tai gunman < Perman VS Gunman > )
- 23/07/67 = 033. ? ( Zubon wo kawa ni nagasita < Mitsuo lost his pants in the river > )
- 23/07/67 = 034. ? ( Usotsuki gattusen < The battle of liars > )
- 30/07/67 = 035. ? ( Perman rinnkai gattukou he iku < Perman participate in a seaside school > )
- 30/07/67 = 036. El misterio del barco ( Kaitei tannkenn < Seabed exploration > )
- 06/08/67 = 037. El Hombre Par y el tesoro de los piratas ( Kojima no kaijyuu < The monster of little island > )
- 06/08/67 = 038. Fuegos artificiales ( Perman hanabi < Fireworks of Perman > )
- 13/08/67 = 039. ? ( Minami no sima ni isi ga furu < Stones were dropped in southernisland > )
- 13/08/67 = 040. ? ( Yuurei onsen < The phantom in hotspring > )
- 20/08/67 = 041. ? ( Perman rinkan gattukou < Perman participate in a forest school > )
- 20/08/67 = 042. ? ( Kouya no Perman < Perman in wilderness > )
- 27/08/67 = 043. ? ( Nerawareta Perman < Perman aimed at killers > )
- 27/08/67 = 044. ? ( Perman kichi keikaku < Project Perman's base > )
- 03/09/67 = 045. ? ( Perman zenninn syuugou < All the Permans gather > )
- 03/09/67 = 046. ? ( Jisoku wa 364 kilo < Their speed is 364 kilometer/ hour > )
- 10/09/67 = 047. ? ( Perko wa mei cook < Perko the terrible cook > )
- 10/09/67 = 048. ? ( Kijin200mensou < The thief Kaijin200mensou > )
- 17/09/67 = 049. El trabajo del hombre par 1 y 2 ( Perman arubaite < Perman wants part-time job > )
- 17/09/67 = 050. Operación palomitas de maíz ( Popcorn < Popcorn > )
- 24/09/67 = 051. ? ( Ponkotsu Robot < Broken Robot > )
- 24/09/67 = 052. ? ( Detekoi Spy < Come out ! Spy > )
- 01/10/67 = 053. ? ( Perman 5gou wa? < Who is Perman 5 > )
- 01/10/67 = 054. ? ( Wanizame sencyou < Captain Wanizame > )
- 08/10/67 = 055. ? ( Perman hitoribocchi < Lonely Perman > )
- 08/10/67 = 056. ? ( Jigokudani no Perman < Perman in the valley of hell > )
- 15/10/67 = 057. ? ( Inaiinai yasiki no Moyasi kun < Moyasi in the phantom mansion > )
- 15/10/67 = 058. ? ( Gang to Obaasan < The gang and The old woman > )
- 22/10/67 = 059. ? ( Yadonasi Perman < Homeless Perman > )
- 22/10/67 = 060. ? ( Perman to sinnbun syounen < Perman and a newsboy > )
- 29/10/67 = 061. ? ( Perman boukenki < The account of Perman's adventure > )
- 29/10/67 = 062. ? ( Onna no ko wa kowaiyo < Terrible girls > )
- 05/11/67 = 063. ? ( Eiga ni deyou < I appear in a movie > )
- 05/11/67 = 064. ? ( Perman ni te wo dasuna < Don't dabble in Perman > )
- 12/11/67 = 065. ? ( Ganko no Chitose ame < Ganko's Chitose candy > )
- 12/11/67 = 066. ? ( Perman 5 gou no hatsu tegara < First achievement of Perman 5 > )
- 19/11/67 = 067. ? ( Perman wa jyanken ni yowai < Perman is weak to Jyanken > )
- 19/11/67 = 068. ? ( Robot gang < Copie Robot became a Gang > )
- 26/11/67 = 069. ? ( Nusumareta Perman < Stolen Perman > )
- 26/11/67 = 070. ? ( Perman Proresu Ittupon syoubu < One game match of Perman's pro-wrestling > )
- 03/12/67 = 071. ? ( Perman 2 gou no syacyou san < The President of Perman 2 > )
- 03/12/67 = 072. ? ( Kaijin200mensou no cyousen jyou < Challenge of Kaijin 200 mensou > )
- 10/12/67 = 073. ? ( Perman no otosimono < Perman's lost article > )
- 10/12/67 = 074. ? ( Kairiki Goriate ooabare < Goliath's wild rampage > )
- 17/12/67 = 075. ? ( Perman wa ratsupa de yobou < Perman is called with trumpet > )
- 17/12/67 = 076. ? ( Perman zetsutai zetsumei < Perman is death absolutely > )
- 24/12/67 = 077. ? ( Perman wa omocya no oosama < Perman is the King of toys > )
- 24/12/67 = 078. ? ( Ninjya ga Christmas ni yatutekita < Ninjya came in Christmas > )
- 07/01/68 = 079. ? ( Kotosi mo ganbaruzo < Mitsuo take a oath to do his best this year > )
- 07/01/68 = 080. ? ( Nengajyou wo sagase < New year's card can be looked for > )
- 14/01/68 = 081. ? ( Okame kamen < Masked Okame > )
- 14/01/68 = 082. ? ( Nozokareta Perman < Peeped Perman > )
- 21/01/68 = 083. ? ( Kokohore Perman < Perman digs a hole > )
- 21/01/68 = 084. ? ( Issenmannin no naka no hitori < One person in 10 milion people > )
- 28/01/68 = 085. ? ( Perbou torimonocyou < Detective story of Perbou > )
- 28/01/68 = 086. ? ( Norowareta Daia < Cursed Diamond > )
- 04/02/68 = 087. ? ( Yukiotoko taiji < Yeti extermination > )
- 04/02/68 = 088. ? ( Reitouma arawaru < Freezing attacker apearance > )
- 11/02/68 = 089. ? ( Ayausi Perman < The pinch of Perman > )
- 11/02/68 = 090. ? ( Gyakusyuu Perman < The counter attack of Perman > )
- 18/02/68 = 092. ? ( Uwasa no Perman < Perman of rumor > )
- 18/02/68 = 092. ? ( Doubutsu ga ningen in natsuta < Animals became men > )
- 25/02/68 = 093. ? ( Mitsurin no oujya Perzan < Perzan the king of jungle > )
- 25/02/68 = 094. ? ( Yoru no maou Akaberon < Akaberon the night demon > )
- 03/03/68 = 095. ? ( Ohinasama wo mamore < Protect the Ohinasama > )
- 03/03/68 = 096. ? ( Perman saiyuuki < Permans go west > )
- 10/03/68 = 097. ? ( Kirawareta Perman < Disliked Perman > )
- 10/03/68 = 098. ? ( Toumei Ningen < The transparent man > )
- 17/03/68 = 099. ? ( Nazo no Nagarebosi < The shooting star of mistery > )
- 17/03/68 = 100. ? ( Nagarebosi sakusen < Shooting star strategy > )
- 24/03/68 = 101. ? ( Sinheiki wa ikaga < How are new arms? > )
- 24/03/68 = 102. ? ( Perman pinch < Perman's pinch > )
- 31/03/68 = 103. ? ( Perman dai kessin < Perman's large decision > )
- 31/03/68 = 104. ? ( Perman kazoku < Perman's family > )
- 07/04/68 = 105. ? ( Perman mei tantei < Perman the useless detective > )
- 07/04/68 = 106. ? ( Ugokuna ! Perman < Don't move ! Perman > )
- 14/04/68 = 107. ? ( Perko to yuu na no onnanoko < The girl who called Perko > )
- 14/04/68 = 108. ? ( Perman yo itsumademo < Perman Forever > )

## Título en otros idiomas
- Super Dínamo (portugués)
- Paaman (japonés)
- El Hombre Par (español)
- Perman (inglés e hindi)
- Heroe Bambino, Super Kid (italiano)
- Pâ-Man (francés).
- P-Man (indonesio)
- Paman (coreano)
- Pār̒ mæn (tailandés)
- Perman - Cậu bé siêu nhân (vietnamita)